# 伊利诺伊州百年纪念半美元
伊利诺伊州百年纪念半美元（英語：Illinois Centennial half dollar）是美国铸币局1918年生产的50美分纪念币，旨在纪念伊利诺伊州加入联邦一百周年。硬币正面是亚伯拉罕·林肯总统头像，由铸币局首席雕刻师乔治·托马斯·摩根根据安德鲁·奥康纳创作的林肯塑像设计，背面是以伊利诺伊州州徽为蓝本的老鹰，设计者是摩根的助手和接班人约翰·雷·辛诺克。
1918年，伊利诺伊州政府希望发行纪念币，纪念该州1818年加入美国联邦一百周年，授权法案在国会未遭反对，但经过多次修改。法案通过后，铸币局两名雕刻师共同完成设计，财政部长威廉·吉布斯·麦卡杜提出多项调整意见，不过铸币局并没有全盘接受。
纪念币于1918年8月投产，之后以面值发售，也有组织把单价提至一美元。授权发行的十万枚全部卖出，但其中相当一部分被银行囤积至1933年。半美元销售获利大多用于地方百年庆典开支，并援助因第一次世界大战陷入困境的市民。钱币学家对这款硬币大多持肯定态度，认为设计比较出色。如今这款硬币视成色而定，价值在数百美元范围。

## 立法
1918年1月16日，伊利诺伊州联邦众议员洛伦·埃德加·惠勒（Loren E. Wheeler）向众议院递交. 8764法案，建议为该州1818年加入联邦一百周年发行半美元纪念币，法案随后转交铸币和度量衡委员会审核。3月5日，惠勒在委员会听证时称，新纪念币计划在伊利诺伊州庆典活动期间销售，他此前已同财政部长威廉·吉布斯·麦卡杜和美国铸币局局长雷蒙德·托马斯·贝克（Raymond T. Baker）会晤，两人都不反对法案。并且麦卡杜还告知，他此前反对发行其他纪念币主要是因为部分纪念币销售业绩不及预期，导致许多都要退回铸币局熔毁。对此惠勒告知委员会，伊利诺伊州财政部长会买下所有新币，所以不用担心退货问题。德克萨斯州议员詹姆斯·路德·斯莱登（James L. Slayden）询问发行这款半美元需要耗费联邦政府多少资金，但惠勒对此没有答案。斯莱登又询问1916至1917年发行麦金莱诞生地纪念金币的政府成本，委员会主席、俄亥俄州议员威廉·艾伯特·艾什布鲁克（William A. Ashbrook）回复，当时制作金属模具的花销是由从政府手中购买硬币的组织承担。艾什布鲁克于是提议加入条款，明确说明伊利诺伊州政府需承担相应开支，惠勒对此没有意见，但建议最好把原法案中二十万枚的授权发行量减半，避免将来退货。艾什布鲁克又询问百年纪念委员会是否会把纪念币加价出售，惠勒回复不会，声称新币会像其他半美元硬币一样进入市场流通。委员会的公开听证至此结束，接下来通过行政议程继续审核。
3月12日，艾什布鲁克代表委员会向众议院递交报告，建议通过法案前把授权发行量减至十万，同时加入联邦政府不承担铸币金属模具开支的声明。
1918年4月6日，惠勒提请众议院表决修订后的法案。北卡罗来纳州议员克劳德·基钦（Claude Kitchin）向惠勒提问：铸币和度量衡委员会是否一致建议通过法案，麦卡杜和贝克是否都认同法案，是否有过发行半美元纪念币纪念某州加入联邦的先例。惠勒向基钦保证前两个问题的答案都是肯定，但他没有直接回答第三个问题（答案应该是否），而是援引过去发行的路易斯安那购地博览会金币和巴拿马－太平洋纪念币作为旁证。此时艾什布鲁克打断发言，告知基钦委员会确实是全体一致建议通过法案。基钦接下来没有提出新问题，法案直接通过。
. 8742法案送联邦参议院后转银行和货币委员会审核，委员会主席、俄克拉何马州议员罗伯特·拉瑟姆·欧文（Robert L. Owen）回报参议院时同样建议修改条款后再通过。根据众议院通过的法案，针对小面额硬币（包括一分和五分面额）制订的美国法律对这款半美元纪念币同样适用，委员会建议将其改为适用针对附属银币的法律（半美元属附属币种）。1918年5月21日，参议院表决通过修订后的法案，没有议员反对。伊利诺伊州联邦参议员詹姆斯·汉密尔顿·刘易斯（James Hamilton Lewis）当天发表声明（这段声明记录在《国会记录》中），为国会通过这项给予故乡荣光的法案欢呼，还称“她（指伊利诺伊州）的数十万子弟”已经奔赴第一次世界大战前线。
经过修改的法案需要联邦众议院重新审核，亚利桑那州议员卡尔·海登（Carl Hayden）建议众议院通过参议院的修订，议会于1918年5月21日表决接受动议。议长尚普·克拉克（Champ Clark）此时提议变更法案标题，但没有说明理由，海登表示反对后他也没有再坚持，法案随后通过。1918年6月1日，法案经伍德罗·威尔逊签字成为法律正式生效。

## 准备和设计

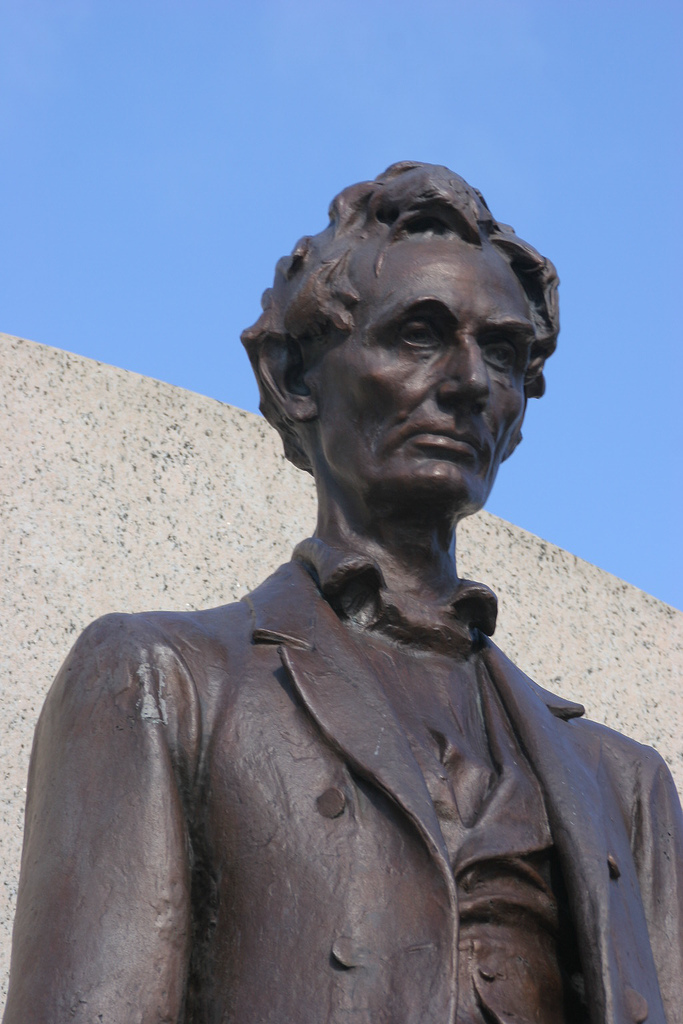
安德鲁·奥康纳创作的林肯塑像，位于斯普林菲尔德的州议会大厦旁

伊利诺伊州百年纪念半美元的设计没有另聘雕塑家，而是由费城铸币局雕刻部完成。硬币正面是亚伯拉罕·林肯头像，由首席雕刻师乔治·托马斯·摩根（George T. Morgan）操刀，参考依据是安德鲁·奥康纳（Andrew O'Connor）创作的林肯塑像照片，这座塑像于1918年8月在伊利诺伊州斯普林菲尔德揭幕（林肯成年后大部分时间都住在该市）。设计图案上的林肯未蓄胡须，这点同他1860年当选总统前在伊利诺伊州生活的实际情况相符。纪念币正面采用林肯头像主要是因为他是该州最富盛名的居民。此外，硬币正面刻有格言（“自由”）、（“我们信仰上帝”）以及周年纪念年份“1918”。
负责半美元背面设计的是铸币局助理雕刻师约翰·雷·辛诺克，他后于1925年摩根去世时继任首席雕刻师。设计图案以伊利诺伊州州徽为蓝本，主体是栖息在岩丘上的老鹰，背后还可以看到冉冉升起的太阳。鹰喙叼着的丝带上有伊利诺伊州格言（“州主权，国团结”），爪子还抓着象征联邦的盾牌。
盾牌下部有一截橄榄枝，但纪念币两面都没有代表战争的箭矢，相比之下，其他大部分有橄榄枝的美国硬币都会刻上箭矢。对此安东尼·斯沃泰克和沃尔特·布林（Walter Breen）认为，在距第一次世界大战结束只剩几个月时这样设计多少有欠考虑。此外，硬币背面还刻有发行国名（“美利坚合众国”）、面额（“半美元”）和美国格言（“合众为一”）。

纪念币背面设计是以伊利诺伊州州徽为蓝本

财政部长麦卡杜起初不接受两位雕刻师的设计草案。1918年6月24日，美国铸币局代理局长玛丽·玛格丽特·奥赖利致信费城铸币局总监亚当·乔伊斯（Adam M. Joyce），称麦卡达“特别要求”把丝带上的州格言换成国家格言。信中要求乔伊斯遵循《1873年铸币法案》规定，硬币必须有一面附有（“自由”）字样，还要有铸造年份和象征自由的设计图案，另一边要有鹰、面值和发行国名。但铸币局最终没有全盘接受财政部长的要求，丝带上的铭文依然是州格言。对此唐·塔克西（Don Taxay）推测，这可能是因为伊利诺伊州百年纪念委员会的坚持。

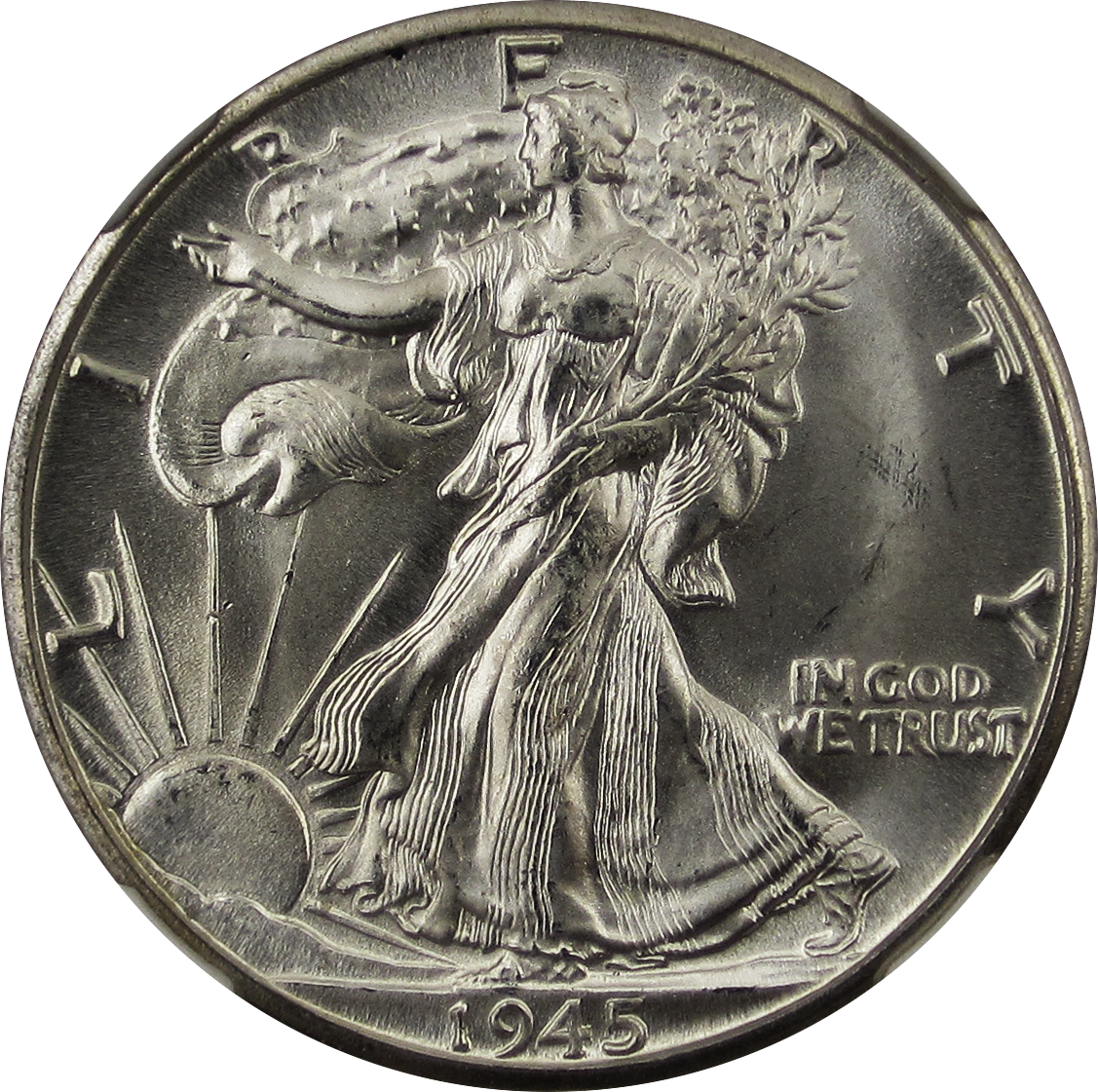
科尼利厄斯·弗缪尔认为伊利诺伊州半美元上的太阳让人想到1916年面世的行走自由女神半美元

钱币学家及评论家对这款纪念币整体持正面态度。塔克西就认为正面设计“无疑是摩根服务铸币局四十五年来最优异的作品”，在他看来，林肯的头像“不仅刻画得很好，还能给予观者更深切的感受，这种自省氛围几乎能让观者体会到伟人的内心世界”。钱币学作家阿利·斯拉巴夫（Arlie Slabaugh）和大卫·布罗瓦（David M. Bullowa）都对伊利诺伊州半美元深感钦佩。昆汀·戴维·鲍尔斯（Q. David Bowers）觉得半美元背面设计是辛诺克“在法偿货币领域最好的作品”，比1946年的罗斯福十美分硬币和1948年的富兰克林半美元都要出色。在鲍尔斯看来，硬币两面边缘采用颗粒替代锯齿的做法值得称道。
美术史学家科尼利厄斯·弗缪尔（Cornelius Vermeule）在1971年出版的美国钱币和奖章主题著作中正面评价伊利诺伊州半美元，称摩根诠释的林肯头像准确把握奥康纳作品的精髓，成为优异雕塑作品演化成出众硬币设计的又一个范例。他还指出，背面的太阳是辛诺克在向奥斯卡·罗提（Oscar Roty）、奥古斯都·圣高登斯（Augustus Saint-Gaudens）和阿道夫·亚历山大·温曼（Adolph Alexander Weinman）致敬，也是对20世纪后虽不为铸币局工作、但依然在美国钱币学和影像学发展道路上探索的整整一代人致敬。在他看来，辛诺克的设计或许墨守成规，但整体反映出内战后的美国艺术风貌，考虑到伊利诺伊州半美元是1954年前唯一致敬亚伯拉罕·林肯的美国纪念币，这样的构想或许最为恰当。

## 铸造、销售和收藏
1918年8月，费城铸币局共出产10万零58枚伊利诺伊州百年纪念半美元，其中58枚由铸币局保留，等待来年美国化验委员会的年度检测。纪念币没有正式包装，有少量制成伊利诺伊州百年纪念委员会的徽章。半美元的宣传主要集中在伊利诺伊州内，百年纪念委员直接以面值销售硬币，同时也分发给驻各县分会销售，数量按各县人口在全州所占比例分配，如果分会加价出售，那么获利需用于支付当地庆典活动开支，或援助因战争陷入困境的市民。
斯普林菲尔德商会以一美元单价出售纪念币，但最终还是有部分打折，德克萨斯州某钱币经销商以略高于面额的价格买下数千枚。当地一家银行将三万枚半美元囤积十五年之久，然后在1933年银行大歇业期间以略高于市场价卖出。钱币交易市场一度波动，到1936年美国纪念币热潮期间已逐渐平息，但价格依然没有超过1925年左右达到的1.25美元。1980年，美国再度迎来纪念币热潮，成色达到未流通级的伊利诺伊州半美元要价300美元。根据理查德·约曼（Richard S. Yeoman）2017年版的《美国钱币指南手册》（A Guide Book of United States Coins），这款纪念币视成色而定，价值在130至685美元范围。2014年，一枚成色根据谢尔顿硬币分级标准判定基本完美的伊利诺伊州百年纪念半美元经拍卖以7040美元成交。

## 脚注
1. ↑  House hearings，第3頁.
2. 1 2  profile.
3. ↑  bill.
4. ↑  House hearings，第3–4頁.
5. ↑  houseamendment.
6. ↑  1918 Congressional Record, Vol. 64, Page 4720 (1918-04-06)
7. ↑  1918 Congressional Record, Vol. 64, Page 6821–6822 (1918-05-21)
8. ↑  1918 Congressional Record, Vol. 64, Page 7087 (1918-05-25)
9. 1 2 3 4  Bowers，第132頁.
10. 1 2  Swiatek & Breen，第109頁.
11. ↑  Slabaugh，第38頁.
12. ↑  Bowers，第131頁.
13. 1 2  Flynn，第105頁.
14. ↑  Taxay，第37–38頁.
15. ↑  Taxay，第38頁.
16. 1 2  Vermeule，第159頁.
17. ↑  Taxay，第35頁.
18. ↑  Bowers，第132–133頁.
19. ↑  Vermeule，第158頁.
20. ↑  Burdette，第36-37頁.
21. ↑  Vermeule，第147頁.
22. ↑  num0689.
23. ↑  Swiatek & Breen，第110頁.
24. ↑  Bowers，第134頁.
25. ↑  num1018.
26. ↑  Bowers，第132–134頁.
27. ↑  Yeoman 2017，第296頁.
28. ↑  Yeoman 2015，第1124頁.